# André Rochon-Duvigneaud
André Jean-François Rochon-Duvigneaud, né le 7 avril 1863 à Ribérac et mort le 24 novembre 1952 à Paris, est un ophtalmologue, biologiste, naturaliste, zoologiste et vétérinaire français.
André Rochon-Duvigneaud étudia la médecine d'abord à la faculté de médecine de Bordeaux, puis passa son doctorat en médecine à Paris avec la thèse L'anatomie sous l'angle irido-cornéen humain.

## Le syndrome Rochon-Duvigneaud
Il fut le premier à reconnaître le glaucome récessif avec buphtalmie chez le lapin de Nouvelle-Zélande, bien que dans l'ophtalmologie humaine, il est plus communément associé au syndrome résultant de l'effondrement traumatique de la fissure orbitaire supérieure qui porte son nom. En effet, André Rochon-Duvigneaud a laissé son nom à un syndrome, le Syndrome Rochon-Duvigneaud qu'il a décrit en 1896 est qui s'applique à des troubles neurologiques qui furent les premiers cas d'ophtalmoplégie post-traumatique. Ce syndrome est également dénommé "Syndrome de la fissure sphénoïdale" ou "Syndrome de la fissure orbitaire supérieure".  André Rochon-Duvigneaud décrivit, pour l'École ophtalmologique française, le syndrome de la fissure orbitaire supérieure (S.F.O.S.) chez 4 patients syphilitiques, dans un article "Quelques cas de paralysie de tous les nerfs orbitaires (ophthalmoplégie totale avec amaurosse en anesthésie dans le domaine de l’ophthalmique d’origine syphilitique). Archives d'ophthalmologie, Paris, 1896, 16: 746-760." paru dans la revue des Archives d'Ophtalmologie, 1896;16:746-8.

### Livres
- André Rochon-Duvigneaud, Recherches sur l'angle de la chambre antérieure et le canal de Schlemm, éditions G. Steinheil, Paris, 1892
- André Rochon-Duvigneaud, Précis iconographique d'anatomie normale de l'œil, éditions Société d'Éditions Scientifiques, Paris, 1895. 136 pages.
- André Rochon-Duvigneaud, Recherches anatomiques et cliniques sur le glaucome et les néoplasmes intraoculaires, coécrit avec Photinos Panas, Paris, 1898, 460 p.
- André Rochon-Duvigneaud, Recherches sur l'anatomie et la pathologie des voies lacrymales chez l'adulte et le nouveau-né, éditions  G. Steinheil, Paris, 1900
- André Rochon-Duvigneaud, Anatomie de l'appareil nerveux sensoriel de la vision ; deux parties, I Anatomie de l'appareil nerveux sensoriel de la vision ; II Histologie de l'appareil nerveux sensoriel, éditions impr. de C. Hérissey, Evreux, [1903].
- André Rochon-Duvigneaud, La rétinité albuminurique : rapport, éditions  Steinheil, paris, 1912
- André Rochon-Duvigneaud, L'ophtalmologie en clientèle, Éditions Norbert Maloine, Paris, 1927.
- André Rochon-Duvigneaud, Au cœur du Pays Basque, imprimerie centrale, Chateauroux, 1929.
- André Rochon-Duvigneaud,  Les Divers modes d'association des yeux dans la série des vertébrés, Imprimerie alençonnaise, 1933.
- André Rochon-Duvigneaud,  Notes d'ophtalmologie comparée. I. Les yeux des musaraignes. II. Les yeux de la chouette chevèche éditions imprimerie de Barnéoud, Laval, 1934,
- André Rochon-Duvigneaud, Les Yeux et la vision des vertébrés, éditions Masson, Paris, 1943.
- André Rochon-Duvigneaud, L'œil et la vision. Traité de zoologie. Paris, Masson, 1955. Volume 16, fasc. 4. 607-703. Rééditions 1972.

- C. Gautier, (En mémoire d'André Rochon-Duvigneaud), Bulletins et mémoires de la Société médicale des hôpitaux de Paris, 5-19 décembre 1952, 68 (34-35-36) : 1249-1251.
- C. Gautier, (En mémoire d'André Rochon-Duvigneaud), Comptes rendus des séances et mémoires de la Société de biologie et de ses filiales, Paris, décembre 1952, 146 (23-24) : 1838-1839.

### Articles
- Annales d'Oculistique, 157, 11, 1920 : La situation des fovéas simples et doubles dans la rétine des oiseaux et le problème de leurs relations fonctionnelles
- Annales d'Oculistique, 158, 8, 1921 : Contribution à la physiologie de la vision de la chouette chevêche
- Annales d'Oculistuque, 159, 8, 1922 : Une méthode de détermination du champ visuel chez les vertébrés.
- La Nature, numéro d'avril 1923 : Enquête sur l'orientation du pigeon voyageur, coécrit avec Charles Maurain (1871-1967).
- Bulletin de la Société Zoologique de France, Institut océanographique, No 54, 1929 : L'œil et la vision de L'"halicore dugong" ERXL.
- La Parole, 1899, Une cause de dyspnée nasale chez les nouveau-nés, 220